# Walter Thiel
Walter Thiel (Breslavia, 3 marzo 1910 – Karlshagen, 17 agosto 1943) è stato un ingegnere tedesco che ebbe un ruolo essenziale nella progettazione dei motori del razzo A4 noto con il nome V2 contribuendo con le sue ricerche allo sviluppo della successiva tecnologia aerospaziale.

## Biografia
Nel 1934 Thiel divenne ricercatore presso il Reichswehrministerium nell’istituto del prof. Erich Schumann dell’Università di Berlino nel dipartimento di ricerca dell’Heereswaffenamt. A partire dal 1935 venne in contatto con altri scienziati tra i quali Wernher von Braun e con Walter Dornberger che gli propose di abbandonare le ricerche teoriche per collaborare con il dipartimento degli equipaggiamenti speciali dell’Heereswaffenamt per occuparsi dei test e dello sviluppo dei razzi a combustibile liquido nel sito di Kummersdorf nei pressi di Berlino. Nel 1937 pubblicò il lavoro “Empirische und theoretische Grundlagen zur Neuberechnung von Öfen und Versuchsdaten, Schießplatz Kummersdorf Vers. West” in cui descrisse decisivi miglioramenti nella progettazione dei razzi. Nel contempo Thiel continuò a lavorare su diverse miscele di combustibili per motori a razzo. 
Nel 1940 con lo spostamento del dipartimento per lo sviluppo dei motori a razzo dell’Heereswaffenamt a Peenemünde, Walter Thiel insieme alla sua famiglia si trasferì a Karlshagen nei pressi della stessa località. A Peenemünde si ritrovarono altri numerosi ingegneri aerospaziali che collaborarono con Thiel e che, successivamente, avrebbero raggiunto gli USA insieme a Von Braun.
Nel 1942, il 3 ottobre, volò con successo per 190 chilometri il primo razzo Aggregat 4 raggiungendo una altezza di 85 km ed una velocità massima di 1322 m/s. Successivamente vi furono diversi lanci falliti per cui Thiel, nonostante le sollecitazioni dei militari per mettere in produzione e in campo il razzo, rifiutò di dichiarare il relativo motore pronto per la produzione di massa scrivendo, in una lettera a Von Braun, l’Aggregat 4 più simile ad un complicato prodotto di laboratorio che ad un oggetto pronto per la produzione di massa. Il 17 agosto 1943 per protesta rassegnò oralmente le sue dimissioni dall'incarico a Peenemünde ipotizzando il suo ritorno alla vita accademica. Durante la notte successiva, tra il 17 e il 18 agosto 1943, la Royal Air Force bombardò pesantemente il sito di Peenemünde ed i suoi dintorni (Operazione Hydra) uccidendo Thiel e tutta la sua famiglia (la moglie Marta, sua figlia Sigrid di 7 anni e suo figlio Sigfried di 3 anni).
A Walter Thiel la UAI ha intitolato il cratere lunare Thiel.